# Фланан (острови)
Островите Фланан (на английски: Flannan Isles; на шотландски келтски: Na h-Eileanan Flannach) или Седмина ловци (на английски: Seven Hunters) са малка островна група във Външните Хебриди на Шотландия, приблизително на 32 km западно от остров Люис. Те може би са получили името си от свети Фланан, ирландски проповедник и абат от VII век. Островите нямат постоянно население след автоматизирането на фара на островите през 1971 г. Те са мястото на неразгадана мистерия, случила се през 1900 г., когато пазителите на фара изчезват без следа.